# Clara Hughes
Clara Hughes (Winnipeg, 27 de septiembre de 1972) es una deportista canadiense que compitió en patinaje de velocidad sobre hielo y en ciclismo en ruta. 
Participó en tres Juegos Olímpicos de Verano, en los años 1996, 2000 y 2012, obteniendo dos medallas de plata en Atlanta 1996, en las pruebas de ruta y contrarreloj. En los Juegos Olímpicos de Invierno consiguió cuatro medallas: bronce en Salt Lake City 2002, en 5000 m; oro y plata en Turín 2006, en 5000 m y persecución por equipos (junto con Kristina Groves, Christine Nesbitt y Cindy Klassen), y bronce en Vancouver 2010, en 5000 m.
Ganó seis medallas en el Campeonato Mundial de Patinaje de Velocidad sobre Hielo en Distancia Individual entre los años 2003 y 2009. En ciclismo consiguió una medalla de plata en el Campeonato Mundial de Ciclismo en Ruta de 1995, en la prueba de contrarreloj.

## Palmarés internacional
| Juegos Olímpicos                           | Juegos Olímpicos                | Juegos Olímpicos  | Juegos Olímpicos        |
| Año                                        | Lugar                           | Medalla           | Prueba                  |
| ------------------------------------------ | ------------------------------- | ----------------- | ----------------------- |
| 2002                                       | Salt Lake City (Estados Unidos) | Medalla de bronce | 5000 m                  |
| 2006                                       | Turín (Italia)                  | Medalla de oro    | 5000 m                  |
| 2006                                       | Turín (Italia)                  | Medalla de plata  | Persecución por equipos |
| 2010                                       | Vancouver (Canadá)              | Medalla de bronce | 5000 m                  |
| Campeonato Mundial en Distancia Individual |                                 |                   |                         |
| Año                                        | Lugar                           | Medalla           | Prueba                  |
| 2003                                       | Berlín (Alemania)               | Medalla de plata  | 5000 m                  |
| 2004                                       | Seúl (Corea del Sur)            | Medalla de oro    | 5000 m                  |
| 2005                                       | Inzell (Alemania)               | Medalla de plata  | Persecución por equipos |
| 2005                                       | Inzell (Alemania)               | Medalla de bronce | 5000 m                  |
| 2008                                       | Nagano (Japón)                  | Medalla de plata  | 5000 m                  |
| 2009                                       | Richmond (Canadá)               | Medalla de plata  | 5000 m                  |

| Juegos Olímpicos                       | Juegos Olímpicos         | Juegos Olímpicos  | Juegos Olímpicos |
| Año                                    | Lugar                    | Medalla           | Prueba           |
| -------------------------------------- | ------------------------ | ----------------- | ---------------- |
| 1996                                   | Atlanta (Estados Unidos) | Medalla de bronce | Ruta             |
| 1996                                   | Atlanta (Estados Unidos) | Medalla de bronce | Contrarreloj     |
| Campeonato Mundial de Ciclismo en Ruta |                          |                   |                  |
| Año                                    | Lugar                    | Medalla           | Prueba           |
| 1995                                   | Tunja (Colombia)         | Medalla de plata  | Conrarreloj      |